# Lagochilus
Lagochilus es un género con 60 especies de plantas con flores perteneciente a la familia Lamiaceae. Es originario de las regiones templadas de Asia.

## Especies seleccionadas
| - Lagochilus acutilobus - Lagochilus affinis - Lagochilus altaicus - Lagochilus alutaceus - Lagochilus androssowii | - Lagochilus aucheri - Lagochilus balchanicus - Lagochilus botschantzevii - Lagochilus brachyacanthus - Lagochilus bungei |